# 小行星12715
小行星12715（12715 Godin）是一颗绕太阳运转的小行星，为主小行星带小行星。该小行星于1991年4月8日发现。

## 轨道参数
小行星12715的轨道半长轴为2.3008755 UA，离心率为0.188。